# Макензі Бовель
Сер Макензі Бовель (англ. Sir Mackenzie Bowell; *27 грудня 1823 — †10 грудня 1917) — п'ятий прем'єр-міністр Канади, сенатор, редактор газети.